# Der gutmüthige Teufel
Der gutmüthige Teufel oder Die Geschichte vom Bauer und von der Bäuerin[n] ist ein Zauberspiel mit Gesang und Tanz in 1 Ackt nach einer Volkssage, vermutlich von Johann Nestroy verfasst. Die Uraufführung fand anonym am 20. Dezember 1851 im Carltheater als Benefizvorstellung für Wenzel Scholz statt.

## Inhalt
- Die Höllenszenen sind in – meist absichtlich skurril gereimten – Versen geschrieben, die Szenen auf der Erde in Prosa.

Der tollpatschige Teufel Belzebub hat die Aufgabe bekommen, innerhalb von drei Jahren ein glücklich verheiratetes Bauernpaar zu entzweien. An dieser Aufgabe ist er gescheitert, auch deshalb, weil er persönliche Gefühle entwickelt hat:
„Aus Privatliebe; das Weiberl hat mir's angetan.“ (Scene 7)
Luzifer und Fulminaria hatten vor drei Jahren um eine zwölfspännige Drachen-Equipage gewettet, ob die Verführung gelingen werde, wobei Fulminaria behauptete, es werde misslingen. Um dies doch noch zu ändern, schickt Luzifer Belzebub zusammen mit seinen Sekretär Satanas nochmals auf die Erde zurück. Dort erkennt Satanas schnell, dass die beiden verliebten Eheleute schwer auseinanderzubringen seien, deshalb bittet er die Alte, eine bösartige Hexe, um Hilfe. Diese ist sofort bereit dazu:
„Die Nächstenlieb' ist meine schwache Seiten, wann die lieben Nächsten nicht wärn, man wüßt' gar nicht, wem man was anthun sollt.“ (Scene 8)
Sie macht die Bäuerin eifersüchtig und redet ihr ein, die Untreue ihres Mannes mit einem Rasiermesser abzuschneiden: dazu müsse sie ihm, wenn er schläft, mit seinem Balbiermesser (Rasiermesser) über die Gurgel fahren, natürlich nur mit dem Rücken und der Schneide dabei nach oben, und dazu ein Vaterunser beten. Den Bauern beschwatzt die Alte, seine Frau betrüge ihn mit dem Knecht und wolle ihn im Schlaf ermorden.
„So, den Saamen hab' ich ausg'säät, 's Aufgehn und 's Fruchttragn das kommt von selber!“ (Scene 14)
Satanas ist entzückt über diese Bosheit, Belzebub ist nach wie vor überzeugt, zwei gute Menschen könne man nicht auseinanderbringen. In einem Couplet behaupten die beiden ihren unterschiedlichen Standpunkt:
Satanas: „Die Menschen sein schlecht, sein schlecht, sein schlecht!“
Belzebub: „Die Menschen sein gut, sein gut, sein gut!“ (Scene 14)
Der Plan scheint aufzugehen, der Bauer ertappt die Bäuerin beim vermeintlichen Mordversuch, weigert sich, ihre Erklärung dafür anzuhören und jagt sie aus dem Haus. Als Satanas der Alten die versprochene Belohnung überbringt und die beiden den Streich belachen, sorgt Belzebub dafür, dass der Bauer mitlauschen kann. Dieser erkennt seine Unbesonnenheit und kann gerade noch seine Frau retten, die verzweifelt ins Wasser gehen will. Er will mit seinem Gesinde und den Nachbarn die Alte umbringen, aber sie kommen zu spät. Belzebub, der sich mit Schlangenperücke, Krallenhandschuhen und rotem Furienkostüm wieder als Teufel hergerichtet hat, holt sich die Alte und fährt mit der sich verzweifelt sträubenden in die Hölle hinunter. Der Bauer ist für immer bekehrt:
„Wir wollen künftig nie mehr von einander was glauben, als was wir mit eigenen Augen sehen, dann kann uns selbst die Höll nix anhaben!“(Scene 33)

## Werksgeschichte
Der Stoff des Werkes stammt aus einer reichen volkstümlichen Tradition. Das Motiv der Rasiermesserprobe kommt auch im Salzburger Hexenspiel vor, wo es allerdings im Gegensatz zum guten Ausgang im Gutmüthigen Teufel mit Mord an der Frau und Selbstmord des Mannes endet. Hans Sachs erreicht in seinem Der Teufel mit dem alten Weib (1545) die Entzweiung des glücklichen Paares einfach nur durch böse Einflüsterungen.
Die tatsächliche Quelle dürfte jedoch die sagenhafte Erzählung Der Teufel und ein altes Weib. Eine alte Geschichte neu erzählt von Karl Herloßsohn sein, das 1846 als Fortsetzung in den Heftnummern 217 und 218 der Fliegende Blätter erschien. Die wichtigsten Motive der Posse sind hier bereits vorzufinden. Ein Unterschied ist die in der Erzählung ohne Happy End ausgehende Handlung, während in der Posse ein versöhnlicher Schluss gefunden wird.
Die Wette im Zauberreich (hier in der Hölle zwischen Lucifer und Fulminaria) wurde von Nestroy als Rahmenhandlung mehrfach verwendet, wie zum Beispiel in Der Feenball (1833), Der böse Geist Lumpacivagabundus (1833), und anderen Werken. Dennoch ist seine Urheberschaft nicht unumstritten, denn es sind keine eigenhändigen Manuskripte oder Vorarbeiten zu finden. Als einziger Beleg gilt bisher lediglich sein Rollenbuch (Satanas) mit eigenhändigen Eintragungen, besonders mit der Ausführung des Monologes in Szene 27 sowie einiger Couplettexte. Franz Carl Weidmann hat allerdings in seiner Erinnerungsschrift Wenzel Scholz, Erinnerungen (Wien 1857, S. 20) noch zu Nestroys Lebzeiten diesen ausdrücklich als Autor bezeichnet.
Der Einakter wurde am 20. Dezember 1851 zusammen mit der Posse Die schwarze Frau von Karl Meisl in einer Benefizvorstellung für Wenzel Scholz uraufgeführt. Johann Nestroy spielte den Satanas, Alois Grois den Bauern, Emma Zöllner die Bäuerin, Andreas Scutta die Alte, der Benefiziant Wenzel Scholz den Belzebub. Es war dies – im September 1857 – die letzte Rolle, in der Scholz auf der Bühne stand, ehe er am 5. Oktober 1857 starb.
Das Stück wurde noch am 21. und 28. Dezember aufgeführt und erst nach einer längeren Pause in den beliebten Einakter-Abenden Karl Treumanns wieder öfter gespielt, ab 1860 dann in Treumanns Theater am Franz-Josefs-Kai.
Die Originalhandschrift ist verloren gegangen, ein Zensurbuch von fremder Hand trägt den Titel Die Geschichte vom Bauer und von der Bäuerin ohne Verfasserangabe. Von zweiter Hand ist der Titel ergänzt mit Der gutmüthige Teufel oder... Diese Manuskriptkopie, mit einem Zensurvermerk vom 19. Dezember 1851, ist im Archiv des Carltheaters unter der Bezeichnung Copia Nr. 243½ aufbewahrt gewesen.
Das Souflirbuch Nr. 243 aus dem Besitz von Alois Grois, ebenfalls von fremder Hand, trägt den Titel Der gemüthliche Teufel oder Die Geschichte vom Bauer und von der Bäuerinn.
Das einzige erhaltene Manuskript mit eigenhändigen Eintragungen Nestroys ist das Rollenbuch des Satanas; auf dem Titelblatt befindet sich eine Zeichnung (Nestroy als Satanas?) und der (korrigierte) Titel Der gutmüthige gemüthliche Teufel oder die Geschichte vom Bauern und von der Bäuerin; am Ende des Titels ist ein dickes Kreuz und der Vermerk C.(T).Nestroi 20/12 51 auff (T) 18/12 P[ro]be angebracht.
Im amtlichen Repertoirebuch des Leopoldstädter Theaters wurde das Stück unter Der gutmütige Teufel geführt und Alois Grois als Verfasser genannt. Es ist zwar evident, das Grois Änderungen vorgenommen hat, die Autorenschaft Nestroys wird allerdings von der Fachwelt nicht bezweifelt.
Eine Partitur von Carl Binder mit dem Titel Lf. Nro 782. Der Gemüthliche Teufel. Musick von Kapellmeister Carl Binder ist ebenfalls erhalten. Darin finden sich auch Aufführungsdaten und Besucherzahlen in Binders Handschrift, sowie die später durchgestrichene Signatur des Carltheaters C.T. 194.

## Zeitgenössische Rezeption
Da die Uraufführung zum Vorteile für den in Wien sehr beliebten Komiker Wenzel Scholz stattfand, ging nach zeitgenössischen Berichten der Text des Stückes in der für Scholzsche Benefizabende üblichen lautstarken Duliöh-(= ausgelassenen)-Stimmung völlig unter (siehe Absatz Spätere Interpretationen). Die Verrisse der Kritik waren wohl auch unter dem Gesichtspunkt zu sehen, dass sich vermutlich kein Kritiker wegen des Lärmens ein wirkliches Bild machen konnte. Einstimmig gelobt wurde die Darstellungskunst des Benefizianten und diejenige Nestroys.
Am 21. Dezember 1851 schrieb das Fremden-Blatt (3. Jg., Nr. 303) eine vernichtende Kritik:
„So sehr wir den Charakter Belzebubs loben müssen, eben so herzlich schlecht finden wir sein Stück, und wir hätten nicht geglaubt, daß in der Teufelsküche zu zähe Speisen gebraten wird.“
Der Wanderer ließ am 22. Dezember (Nr. 581, Abendblatt) eine ebenso harsche Kritik vernehmen:
„[…] das neue einactige Stück ‚Der gemüthliche Teufel‘, dessen Verfasser die Vorsicht beobachtete, ungenannt zu bleiben, hat ein so eclatantes Fiasco gemacht, daß es an Unsinn und Langeweile Alles übertrifft, was die Vorstadtbühnen seit langer Zeit an Schofel gebracht hatten.“
Die Wiener Theaterzeitung von Adolf Bäuerle verwies ebenfalls auf die stets ungünstigen Umstände bei Scholz-Benefizabenden als Grund des Durchfalles, nennt die Novität aber „ein elendes Machwerk“, das voll Unsinn und Dummheit sei und deshalb zu Recht ausgezischt worden wäre. Der Österreichische Zuschauer räumte immerhin ein, der Abend sei durch Nestroys „unverwüstliche Komik vor dem unvermeidlichen Falle“ bewahrt worden.

## Spätere Interpretationen
Bei Otto Rommel wird über die Probleme bei Scholzschen Benefizvorstellungen und den Grund für die anonyme Aufführung des Gutmüthigen Teufels vermerkt:
„Frdr. Kaiser erzählt und viele zeitgenössische Rezensionen bestätigen, daß die Unsitte eingerissen war, die Stücke, welche an Scholz' Benefizabenden gegeben wurden, erbarmungslos auszupfeifen, dem Schauspieler aber zu huldigen. So kam es, daß kein Autor von Ruf mehr ein Stück für Scholz' Benefizabende hergab, und Scholz sich mit dem elendesten Stoppelwerk zufrieden geben mußte. Auch Nestroy mochte seinen Namen nicht auf den Theaterzettel eines Scholzischen Benefizstückes setzen.“
Rommel führt übrigens Hans Sachs' Der Teufel und das alte Weib als Vorlage für Nestroys Werk an.
Helmut Ahrens benennt das Stück ein „als Zauberspiel ausgegebenes Possentreiben“. Nestroy habe sich wieder einmal eine Rolle als subalterner Mensch, als Untertan, als Diener auf den Leib geschrieben, wenngleich er als Satanas ironisch erklärt:
„Und trotz meiner hohen Stellung als Sekretär […]“ (Scene 1)
Besondere Wirkung habe das Couplet in der 15. Szene zwischen dem langen, dürren Nestroy und dem kleinen, dicken Scholz gehabt.
Siegfried Diehl nennt das Kapitel, in dem er den „gutmüthigen Teufel“ abhandelt, „Zauberreich des Skeptikers“. Es sei die Demontage der vermeintlichen jenseitigen Welt, in diesem Falle der Hölle, um sie als zutiefst menschliche Einrichtung mit irdischen Gebräuchen zu parodieren. Die eigentlich moralisierende Handlung über die schädlichen Folgen leichtfertigen Aberglaubens wandle sich dadurch in eine verrückt-karnevalistische Verkehrung.

## Verfilmung
Der Bayerische Rundfunk produzierte 1961 eine 41-minütige Fernsehfassung unter der Regie von Bernhard Thieme mit Josef Meinrad in einer Doppelrolle als Satanas und Bauer.